# Додсворт
«Додсворт» (англ. Dodsworth) — мелодрама режиссёра Уильяма Уайлера, вышедшая на экраны в 1936 году. Сценарий написан Сидни Ховардом на основе его пьесы, являющейся адаптацией одноимённого романа Синклера Льюиса.
Фильм получил высокую оценку критиков и был номинирован на семь премий Американской киноакадемии, в том числе за лучший фильм, лучшую мужскую роль, а Уайлер на премию лучшую режиссуру (первая из его рекордных двенадцати номинаций в этой категории), а получил премию за лучшую работу художника-постановщика.

## Сюжет
Продав свою автомобильную компанию, магнат Сэм Додсворт вместе с женой Фрэн уезжает путешествовать. Оказавшись в Европе, Фрэн заводит любовные романы — сначала с Арнольдом Изелином, затем с молодым аристократом Куртом фон Оберсдорфом — и бросает мужа.
Сэм отправляется в Неаполь, встречает там привлекательную разведённую женщину Эдит Кортрайт и находит утешение в её объятьях. Тем временем отношения Фрэн с любовником заканчиваются разрывом — мать Курта запрещает сыну жениться на женщине, которая на много лет старше его. Осознав свои ошибки, Фрэн хочет вернуться к мужу, но её раскаяние запоздало — Сэм делает Эдит предложение и возвращается с ней в Америку.

## В ролях
- Уолтер Хьюстон — Сэм Додсворт
- Рут Чаттертон — Фрэн Додсворт
- Пол Лукас — Арнольд Изелин
- Мэри Астор — миссис Эдит Кортрайт
- Кэтрин Марлоу — Эмили Додсворт Макки
- Дэвид Нивен — капитан Локерт
- Грегори Гэй — барон Курт фон Оберсдорф
- Мария Успенская — баронесса фон Оберсдорф
- Одетт Миртил — Рене де Пенабль
- Харлан Бриггс — Табби Пирсон
- Спринг Байинтон — Мэти Пирсон
- Джон Пейн — Гарри Макки

## Интересные факты

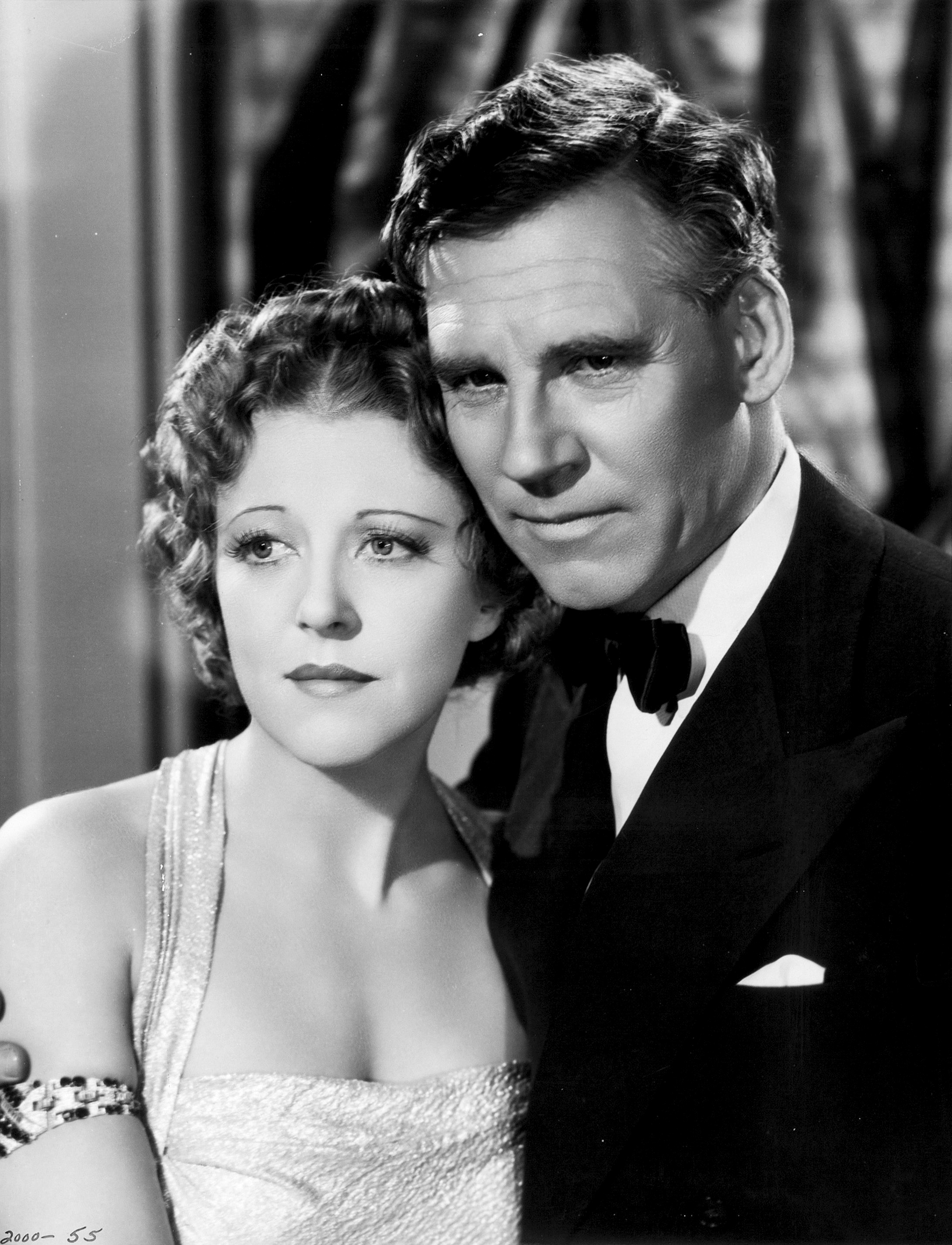

- В 1937 году фильм был удостоен премии «Оскар» за лучшую работу художника (Ричард Дэй), а кроме того номинировался в шести категориях: лучший фильм, лучшая мужская роль (Уолтер Хьюстон), лучшая женская роль второго плана (Мария Успенская), лучшая режиссура (Уильям Уайлер), лучший адаптированный сценарий (Сидни Ховард), лучшая запись звука (Оскар Лагерстром).
- В 1990 году фильм был включен в Национальный реестр фильмов Библиотеки Конгресса США.
- Премьера фильма состоялась 23 сентября 1936 года.
- Картина вошла в двадцатку самых кассовых фильмов 1936 года.
- В 1934 году одноименная пьеса по мотивам романа Льюиса с большим успехом прошла на Бродвее, выдержав 315 показов. Роль Сэма Додсворта и в пьесе, и в киноверсии исполнил Уолтер Хьюстон.

## Критика
В сентябре 1936 года Фрэнк С. Ньюджент из The New York Times описал фильм как «великолепный» и добавил, что режиссер Уайлер «обладал невероятным мастерством, а одаренный актерский состав сумел довести фильм до полного нашего удовлетворения. Экранизация сделала больше, чем просто отдала должное пьесе мистера Ховарда, превратив рассказ… в повествовательную историю, с четкой актёрской игрой и хорошими разговорами».